# Flight (film 2012)
Flight è un film del 2012 diretto e co-prodotto da Robert Zemeckis.
Dopo tre film d'animazione, Zemeckis torna al cinema in live action, dal quale mancava dal 2000, quando uscirono Cast Away e Le verità nascoste. La pellicola, con protagonista Denzel Washington, come spiegato dallo sceneggiatore John Gatins, è «vagamente ispirata» all'incidente del volo Alaska Airlines 261. Il film è interpretato anche da Don Cheadle, Kelly Reilly, John Goodman, Bruce Greenwood e Melissa Leo.

## Trama
Il pilota di aerei di linea William "Whip" Whitaker si sveglia in una stanza d'albergo a Orlando insieme all'assistente di volo Katerina Márquez, dopo una notte di sesso, alcol e poco sonno. Quella stessa mattina deve recarsi al lavoro, quindi assume della cocaina per smaltire velocemente la sbornia e prende il comando del volo SouthJet 227 per Atlanta. Al decollo, Whip supera una brutta turbolenza, poi cede i comandi al primo ufficiale Ken Evans, si prepara un cocktail di vodka e succo d'arancia e si mette a dormire.
Whip viene bruscamente svegliato da uno scossone poco prima del momento previsto per l'atterraggio e si rende immediatamente conto che si sta verificando un guasto catastrofico delle superfici di controllo dell'aereo. Senza altra scelta, Whip, con grande maestria e sagacia, recupera i controlli del McDonnell Douglas MD-80 e lo posiziona in volo rovesciato, per interromperne la discesa incontrollata e mantenere l'assetto livellato, fino a riuscire a compiere un atterraggio di fortuna in un campo. All'impatto, Whip perde conoscenza.
Il comandante si sveglia in un ospedale di Atlanta, ferito non gravemente. Qui il suo vecchio amico Charlie Anderson, rappresentante del sindacato dei piloti della compagnia aerea, lo informa che grazie al suo intervento sono sopravvissuti 96 dei 102 passeggeri, e un ufficiale della NTSB gli comunica la morte di Katerina.
Sempre in ospedale, quando va a fumare una sigaretta nelle scale, Whip incontra Nicole Maggen, che si sta riprendendo da un'overdose di eroina, e le promette di andarla a visitare una volta fuori. Su sua richiesta, la mattina dopo, il suo amico e spacciatore Harling Mays lo aiuta a scappare dall'ospedale. Per rifugiarsi dai media, Whip decide di recarsi nella vecchia fattoria di suo padre, dove inizialmente elimina tutto l'alcool che trova. Charlie si mette in contatto con lui e gli presenta l'avvocato Hugh Lang.
I due spiegano al pilota che la NTSB ha eseguito dei test tossicologici su di lui mentre era incosciente in ospedale e da essi risulta che era ubriaco e drogato, il che porterebbe Whip ad andare in prigione per omicidio colposo. Lang lo rassicura dicendogli che riuscirà a far invalidare il test, rendendolo inaccettabile tecnicamente, ma Whip abbandona l'incontro visibilmente alterato e va a cercare Nicole; la trova mentre è in procinto di trasferire tutti i suoi oggetti in macchina perché sotto sfratto, quindi le offre di stare nella sua fattoria.
Nicole e Whip iniziano una relazione sentimentale ma, mentre Nicole tenta di rimanere sobria e lontana dalla droga, l'alcolismo di Whip peggiora, quindi lei da lì a poco lo lascia e se ne va. I media intanto scovano la fattoria, così, dopo aver nuovamente bevuto molto, Whip va a fare visita alla ex moglie e al figlio adolescente, che però lo cacciano in malo modo chiamando la polizia. Il comandante è costretto quindi a implorare Charlie di farlo alloggiare a casa sua, promettendo di non assumere alcool prima dell'udienza della NTSB.
La notte prima dell'udienza, Charlie e Hugh mettono Whip in una stanza d'albergo controllata all'esterno da una guardia, per assicurarsi che non beva. Il suo frigobar non contiene bevande alcoliche, ma Whip nota che la porta che collega la sua stanza con quella adiacente è aperta. Il frigobar della stanza accanto è pieno di alcool, la tentazione è troppo forte e Whip cede. La mattina seguente Charlie e Hugh lo trovano completamente ubriaco e svenuto in bagno; decidono quindi di chiamare lo spacciatore Harling, che porta della cocaina per rimetterlo in sesto in tempo per l'udienza.
All'udienza Ellen Block, a capo degli investigatori della NTSB, rivela che la causa dell'incidente al velivolo è stato un danno al sistema meccanico di movimentazione degli impennaggi di coda ed elogia Whip per il suo eroismo, rimarcando che nessun altro pilota che ha utilizzato un simulatore di volo nelle stesse condizioni è riuscito ad atterrare con successo. Tutto sembra propendere a favore di Whip, ma la Block fa notare che erano state ritrovate due bottigliette di vodka vuote nel cestino dei rifiuti dell'aereo, in una situazione in cui solo l'equipaggio aveva accesso alle bevande alcoliche.
Dato che dai test risulta che solo Katerina aveva in corpo dell'alcol e che il test di Whip era stato invalidato per ragioni tecniche, la Block chiede al comandante se crede che Katerina potesse aver bevuto durante il lavoro. Rifiutandosi di tradire il nome e la memoria di Katerina e stanco delle proprie impudenti menzogne, Whip ammette che non solo era pesantemente sotto l'effetto di bevande alcoliche e sostanze stupefacenti mentre era ai comandi di quell'aereo, ma che lo è anche in quel momento all'udienza.
Tredici mesi dopo Whip, mentre si trova in galera con una condanna minima di cinque anni, racconta la sua storia a un gruppo di compagni di carcere, dicendo di essere contento di essere sobrio da più di un anno e di non rimpiangere la scelta che ha fatto, perché solo ora, seppur incarcerato, si sente finalmente "libero". A trovarlo arriva anche suo figlio, con cui ha riallacciato i rapporti.

## Produzione

### Regia

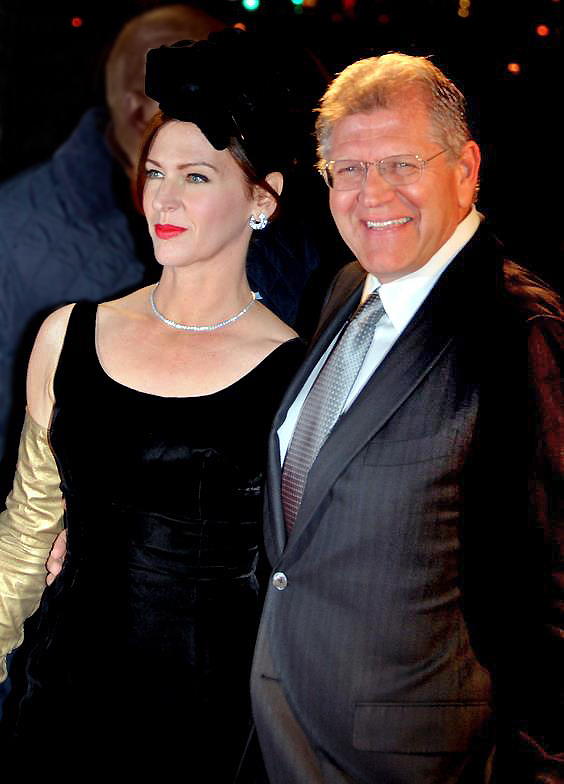
Il regista Robert Zemeckis (a destra) all'anteprima francese del film

Robert Zemeckis entra in trattativa per la regia nell'aprile del 2011 e viene confermato il successivo 4 giugno, insieme al protagonista Denzel Washington.

### Sceneggiatura
Lo sceneggiatore di Flight, John Gatins, ha spiegato come una parte degli eventi narrati nel film – nello specifico, i fatti dell'incidente aereo – siano «liberamente ispirati» al disastro del volo Alaska Airlines 261. Il 31 gennaio 2000 l'aereo che operava tale volo, un McDonnell Douglas MD-83, precipitò nell'oceano Pacifico a 2,7 miglia a nord dell'isola californiana di Anacapa, subito dopo aver denunciato «problemi agli stabilizzatori»; a differenza di quanto accade nella pellicola, il velivolo andò completamente distrutto nell'impatto con l'acqua e non ci fu nessun sopravvissuto tra gli 83 passeggeri e i 5 membri dell'equipaggio.

### Cast

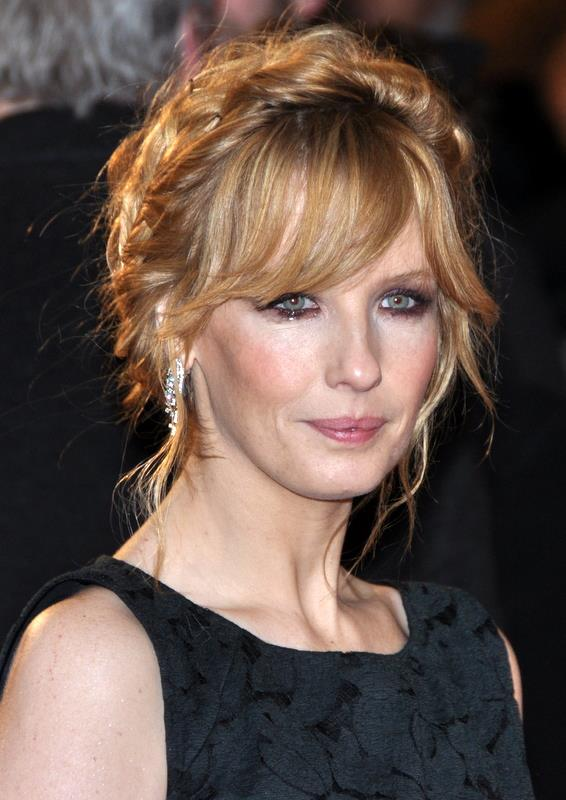
Kelly Reilly, interprete di Nicole Maggen

Dopo Denzel Washington, nel settembre del 2011 viene confermata nel cast Kelly Reilly, mentre Don Cheadle, John Goodman e Bruce Greenwood alla fine dello stesso mese. Successivamente entrano nel cast Melissa Leo e James Badge Dale.

### Riprese
Le riprese si sono svolte negli Stati Uniti d'America a partire dall'ottobre del 2011, principalmente nella città di Atlanta in Georgia, con qualche parte girata in altre città dello stesso stato, come Covington e Hampton.
Il budget di produzione del film è stato di 31 milioni di dollari.

## Distribuzione
Il primo trailer ufficiale del film viene pubblicato online il 6 giugno 2012. La versione italiana del trailer è invece stata diffusa il 25 giugno 2012.
La distribuzione nelle sale americane è avvenuta il 2 novembre 2012, mentre in quelle italiane il film è stato proiettato per la prima volta il 24 gennaio 2013.

## Accoglienza

### Incassi
A fronte di un budget di 31 milioni di dollari, il film ha incassato 93772375 $ in Nord America e 68000000 $ nel resto del mondo, per un totale di 161772375 $. In Italia ha incassato 7678362 €..

### Critica
Il film ha ricevuto recensioni generalmente positive da parte della critica. Sull'aggregatore di recensioni Rotten Tomatoes ha un indice di gradimento del 77% basato su 239 recensioni, con un voto medio di 7 su 10. Su Metacritic ottiene un punteggio di 76 su 100 basato su 40 recensioni.

## Riconoscimenti
- 2013 - Premio Oscar
  - Candidatura per il miglior attore protagonista a Denzel Washington
  - Candidatura per la miglior sceneggiatura originale a John Gatins
- 2013 - Golden Globe
  - Candidatura per il miglior attore in un film drammatico a Denzel Washington
- 2012 - Satellite Award
  - Migliori effetti visivi a Michael Lantieri, Kevin Baillie, Ryan Tudhope e Jim Gibbs
  - Candidatura per il miglior attore a Denzel Washington
  - Candidatura per il miglior attore non protagonista a John Goodman
  - Candidatura per la miglior sceneggiatura originale a John Gatins
  - Candidatura per il miglior montaggio a Jeremiah O'Driscoll
  - Candidatura per il miglior suono a Dennis Leonard e Randy Thom
- 2013 - Screen Actors Guild Award
  - Candidatura per il miglior attore protagonista a Denzel Washington
- 2013 - Georgia Film Critics Association Award[13]
  - Candidatura al premio Oglethorpe per l'eccellenza nel cinema della Georgia